# Arenas (Málaga)
Arenas es un municipio español de la provincia de Málaga, Andalucía, situado en la comarca de la Axarquía. Por carretera se halla situado a 10,1 kilómetros de Vélez-Málaga, a 48,5 kilómetros de Málaga y a 542,6 km de Madrid. Ubicado en el centro de la Axarquía, entre las sierras de Tejeda y Almijara y el Castillo de Bentomiz. 
Arenas disfruta de un entorno natural exuberante, donde los arroyos, encinar y granados proporcionan agua en abundancia dando lugar a una rica vegetación. Pueblo morisco donde la vid y el olivo fueron sus principales cultivos y aún constituye un elemento destacado en su paisaje y en su economía, produciendo sus campos vino dulce, seco o semiseco que podrá adquirir en bares o en casa de particulares.
Limita al sur con Algarrobo, al este con Sayalonga, al norte con Canillas de Albaida, Salares, Sedella y Canillas de Aceituno, en el extremo noroeste con La Viñuela y al oeste con Vélez-Málaga. En definitiva se trata de una localidad muy próxima a la Costa del Sol y a las playas mediterráneas de formas típicamente andaluzas y con un turismo rural y residencial que está empezando a desarrollarse.

## Geografía
En el censo de 2011 contaba con una población de 1339 habitantes; en 2001 contaba con 1218 (datos del INE). En los últimos tiempos la población ha comenzado a tener un ligero crecimiento y la llegada de gentes procedentes de otros países, tanto segundos residentes británicos y centroeuropeos que se asientan en Arenas por el suave clima mediterráneo, como algunos inmigrantes marroquíes o rumanos que trabajan en la agricultura y la construcción fundamentalmente.
El paisaje urbano de Arenas es típicamente andaluz con calles estrechas, empinadas, de casas encaladas y muy pintorescas, por lo que está claro su origen andalusí. Se encuentra rodeado de montes muy cercanos al mar Mediterráneo, destacando el monte de Bentomiz con 711 m de altitud, fuertes pendientes y bellísimas vistas sobre el litoral y la comarca de la Axarquía. Otros montes son el cerro Beas y el cerro Alto. Además de las preciosas vistas de las sierras De Tejeda y Almijara. Arenas comparte con Canillas de Aceituno, Sedella, y Salares un amplio territorio en el parque natural de las Sierras Tejeda y Almijara. Diversos senderos, tajos, arroyos, hacen de este paraje un sitio encantador para practicar senderismo, escalada... 
Los cultivos predominantes son los de secano, sobre todo el olivar, el almendral y las vides, dando lugar a productos tan típicos como las uvas pasas y el vino moscatel. También se han introducido frutales tropicales como el aguacate y el mango en las zonas de regadío que son muy abundantes. 
El río que cruza el municipio es el Río Seco, que pasa por la localidad y que desemboca entre Torre del Mar y Caleta de Vélez. Otro río que discurre por el límite norte del municipio es el Rubite, que es afluente del Vélez. 
Dentro de su término municipal se encuentran las pedanías de Daimalos y Los Vados. Daimalos se encuentra muy cerca de Arenas, sólo a unos dos kilómetros de distancia, y tiene al igual que Arenas origen y trazado de la época musulmana. Los Vados se encuentra en la carretera antigua que une Vélez-Málaga con La Viñuela y su casco urbano se encuentra más diseminado.

## Flora y fauna
Flora: matorral mediterráneo, pino carrasco y abundancia de romero, matagallos, enebros y aulaga. En las zonas más altas colindantes con las sierras de Tejeda y Almijara podemos apreciar diversos ejemplares de gran interés como el tejo, el arce y el espino majoleto.
Fauna: las aves de montaña son las que ostentan mayor representación. Entre ellas, cabe destacar el buitre común, el azor, el águila real y el halcón peregrino. El gato montés y la cabra montés, en cuanto a mamíferos.

## Historia
Desde el punto de vista histórico, el pueblo actual tuvo su fundación en la época medieval, es decir, en la época de Al-Ándalus. En la etapa del reino nazarí de Granada, Arenas era una alquería del distrito o ta'a de Bentomiz, fortaleza que actualmente se encuentra dentro del término municipal de Arenas. Este distrito fue conocido por la riqueza de productos agrícolas como la seda y las uvas-pasa.
En abril de 1487 se produjo la conquista cristiana de toda la comarca de la Axarquía, ocupándose la fortaleza de Bentomiz junto con todos los pueblos de su distrito, incluidos Arenas, Daimalos y Çuheyla, antigua localidad que se encontraba cerca de Bentomiz y que se despobló tras la revuelta morisca.
En el siglo XVI la zona se vio sacudida por la revuelta de la población morisca. Tras la derrota de éstos, la población arenusca fue expulsada casi en su totalidad y fue conducida fundamentalmente a la localidad de Segura de León (Badajoz), repoblándose Arenas con familias que vinieron de otros puntos de la Península, fundamentalmente de dos pueblos de Jaén: Santiago de Calatrava y La Higuera de Calatrava. Todos los detalles de esta repoblación figuran en el Libro de Apeo y Repartimiento de Arenas que se encuentra en el Archivo de la Real Chancillería de Granada. El Ayuntamiento de Arenas cuenta con una copia de este libro.
A partir de este momento se desarrolló la cultura cristiana en el municipio, dedicándose sus habitantes fundamentalmente a las tareas agrícolas, ocupación que marcó la vida de la localidad hasta nuestros días.

## Geografía humana

### Demografía
Cuenta con una población de 1259 habitantes (INE 2024).
| Gráfica de evolución demográfica de Arenas entre 1842 y 2021 |
| |
| Población de derecho según los censos de población del INE Población de hecho según los censos de población del INEEntre el censo de 1877 y el anterior, crece el término del municipio porque incorpora a 29504 (Daimalos) |

### Economía

#### Evolución de la deuda viva municipal
| Gráfica de evolución de Deuda viva del Ayuntamiento de Arenas entre 2008 y 2019                                |
| |
| Deuda viva del Ayuntamiento de Arenas en miles de Euros según datos del Ministerio de Hacienda y Ad. Públicas. |

## Política

### Resultado de las elecciones municipales de 2023
| Candidatura     | Candidatura                              | Votos | %                               | Escaños                         |
| --------------- | ---------------------------------------- | ----- | ------------------------------- | ------------------------------- |
|                 | Partido Popular (PP)                     | 298   | 38,70                           | 4                               |
|                 | Con Andalucía (Podemos-IU-MP-IdPA)       | 283   | 36,75                           | 3                               |
|                 | Partido Socialista Obrero Español (PSOE) | 188   | 24,42                           | 2                               |
| Votos en blanco | Votos en blanco                          | 1     | 0,13                            | n/a                             |
| Votos válidos   | Votos válidos                            | 770   | 100                             | 9                               |
| Votos nulos     | Votos nulos                              | 31    | Participación: \| \| 85,67 % \| | Participación: \| \| 85,67 % \| |
| Votantes        | Votantes                                 | 801   | Participación: \| \| 85,67 % \| | Participación: \| \| 85,67 % \| |
| Electores       | Electores                                | 935   | Participación: \| \| 85,67 % \| | Participación: \| \| 85,67 % \| |
|                 | 85,67 %                                  |       |                                 |                                 |

| Periodo   | Nombre                                                   | Partido    |
| --------- | -------------------------------------------------------- | ---------- |
| 1979-1983 | Francisco García Ortega                                  | PCE        |
| 1983-1987 | Francisco García Ortega                                  | PCE        |
| 1987-1991 | Francisco García Ortega                                  | IU         |
| 1991-1995 | José Antonio Ruiz Pretel                                 | IU         |
| 1995-1999 | José Antonio Ruiz Pretel) Victoriano García              | IU         |
| 1999-2003 | Victoriano García                                        | IU         |
| 2003-2007 | Basilia Pareja Ruiz                                      | PSOE       |
| 2007-2011 | Basilia Pareja Ruiz                                      | PSOE       |
| 2011-2015 | Basilia Pareja Ruiz                                      | PSOE       |
| 2015-2019 | Manuel Ríos Sánchez(PP) Fco. Laureano Martín Hurtado(IU) | PP IU-PSOE |
| 2019-2023 | Manuel Ríos Sánchez                                      | PP         |

## Monumentos
En el núcleo urbano de Arenas se encuentra la parroquia de Santa Catalina Mártir, de estilo mudéjar, junto al antiguo alminar de época musulmana. En su interior hay algunas esculturas de interés como la Virgen del Rosario, obra anónima del siglo XVIII, y las tallas que desfilan en las procesiones de Semana Santa. En el baptisterio de la iglesia se conserva un mural de Evaristo Guerra, hijo adoptivo del municipio.
Es también destacada la Iglesia de la Concepción, de estilo mudéjar y el alminar de la pedanía de Daimalos. 
Las ruinas del Castillo de Bentomiz, se alzan frente a Arenas en la cima de un cerro. Se trata de una fortaleza de época islámica desde la que se observan unas vistas impresionantes y de la que quedan pocos restos de torres, paños de muralla y aljibes, si bien son muy interesantes. Las primeras referencias escritas de Bentomiz, las hizo el rey granadino Abd Allah en sus Memorias, del siglo XI.

## Gastronomía
La gastronomía es la típica de la comarca de la Axarquía. Podrá degustar el chivo al ajillo, el choto al vino y el potaje de coles y de hinojos, a los que se les pueden unir los vinos de la tierra. También se elaboran roscos al horno.

## Fiestas
Como fiestas de especial interés destacan:
- La Feria de Agosto en honor a san Sebastián. Se celebra el segundo fin de semana del mes, en torno al día 10 de agosto.
- La Semana Santa de Arenas . Goza de gran tradición y aceptación por parte de los vecinos. Las procesiones que se realizan son cuatro: la mañana del Domingo de Ramos, la noche del Jueves Santo tiene lugar la procesión de Nuestro Padre Jesús Nazareno y la Virgen de los Dolores, bellas tallas esculpidas en los años 40 por el artista José Navas Parejo. El Viernes Santo tiene lugar la procesión del Santo Entierro con el Sepulcro de Cristo y la Virgen de los Dolores en su soledad. Por último, la mañana del Domingo de Resurrección sale a la calle la procesión del Cristo Resucitado.
- La Feria de la mula que se realiza el 12 de octubre. Existe en el pueblo una asociación que defiende a este animal.

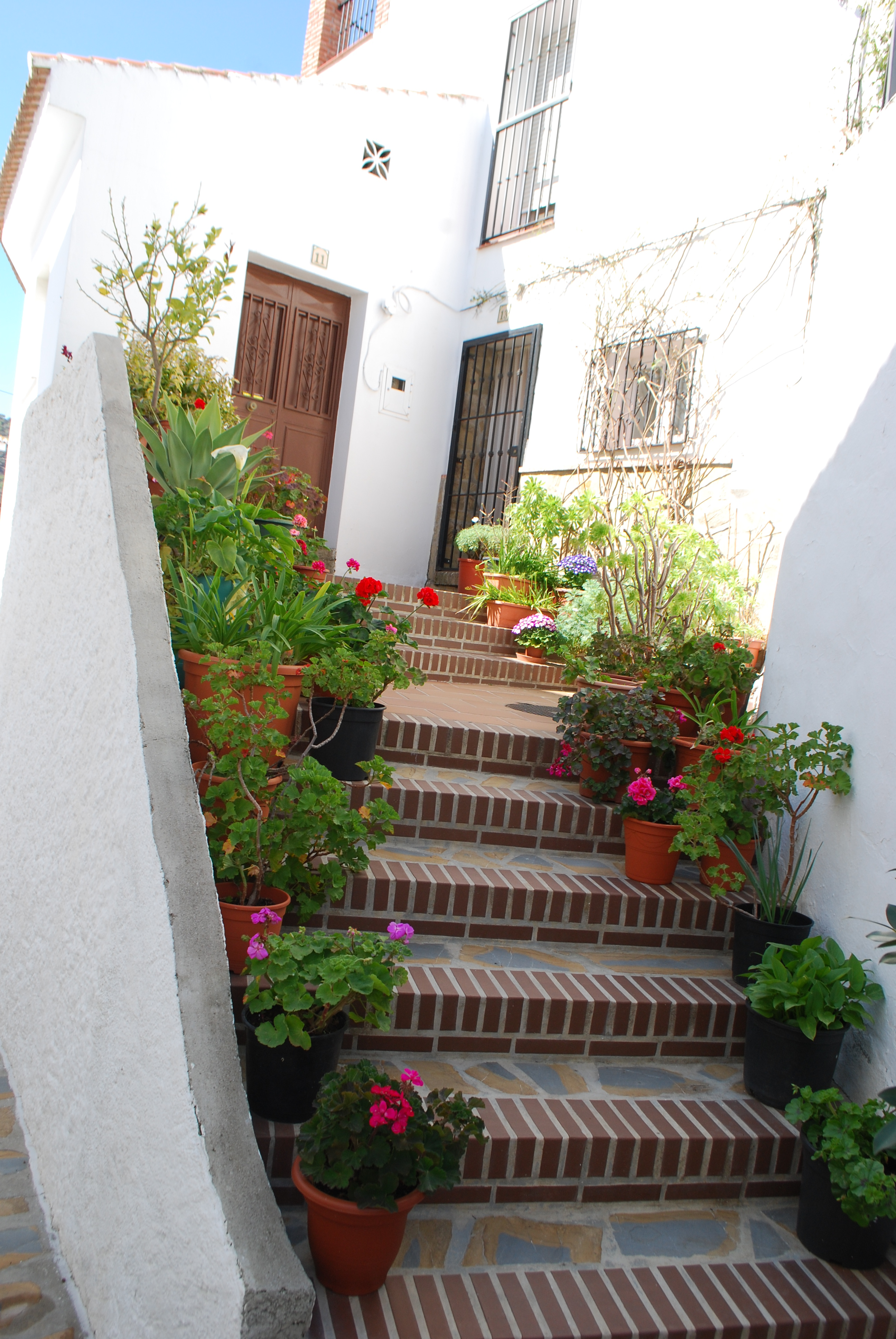
Arenas
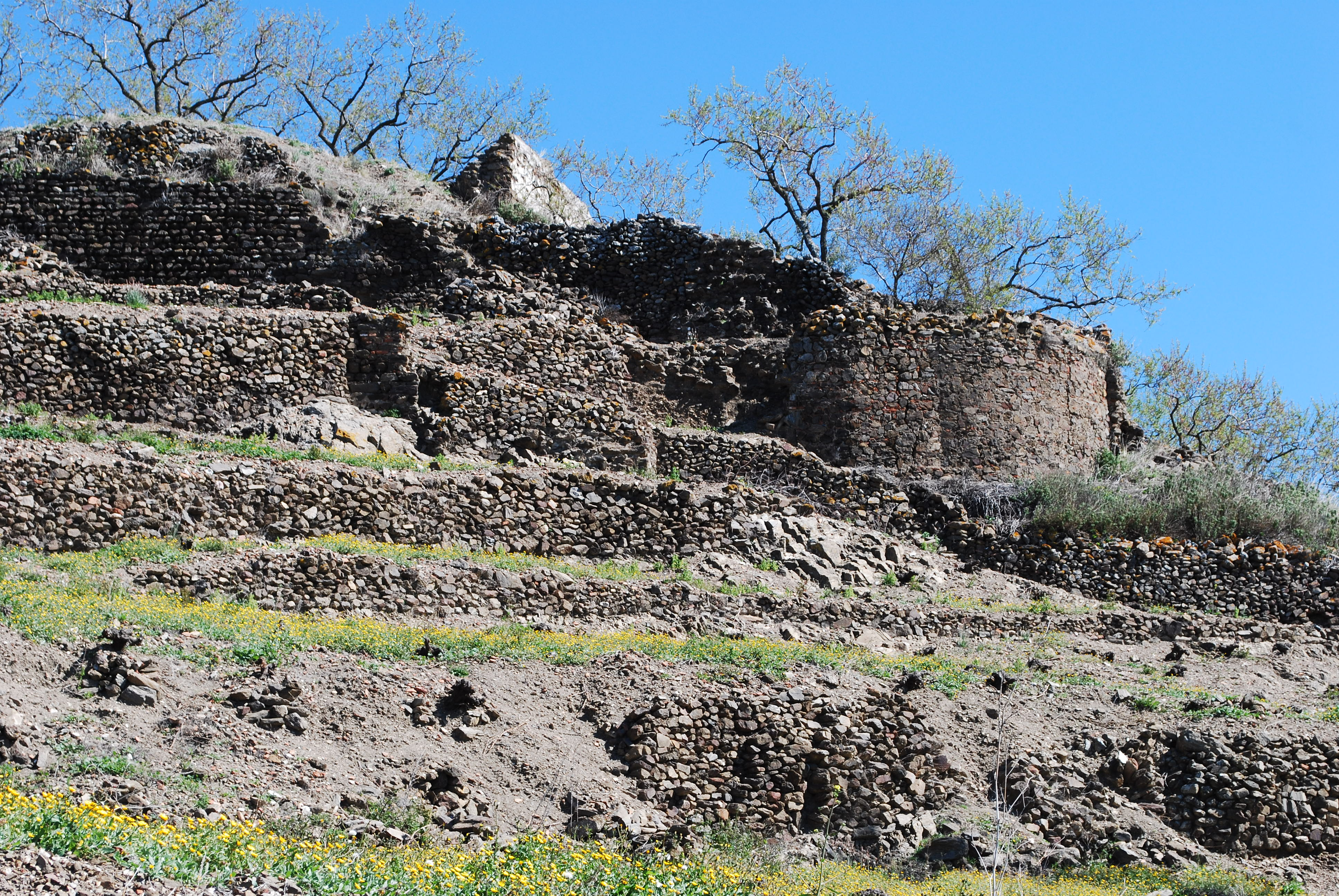
Bentomiz
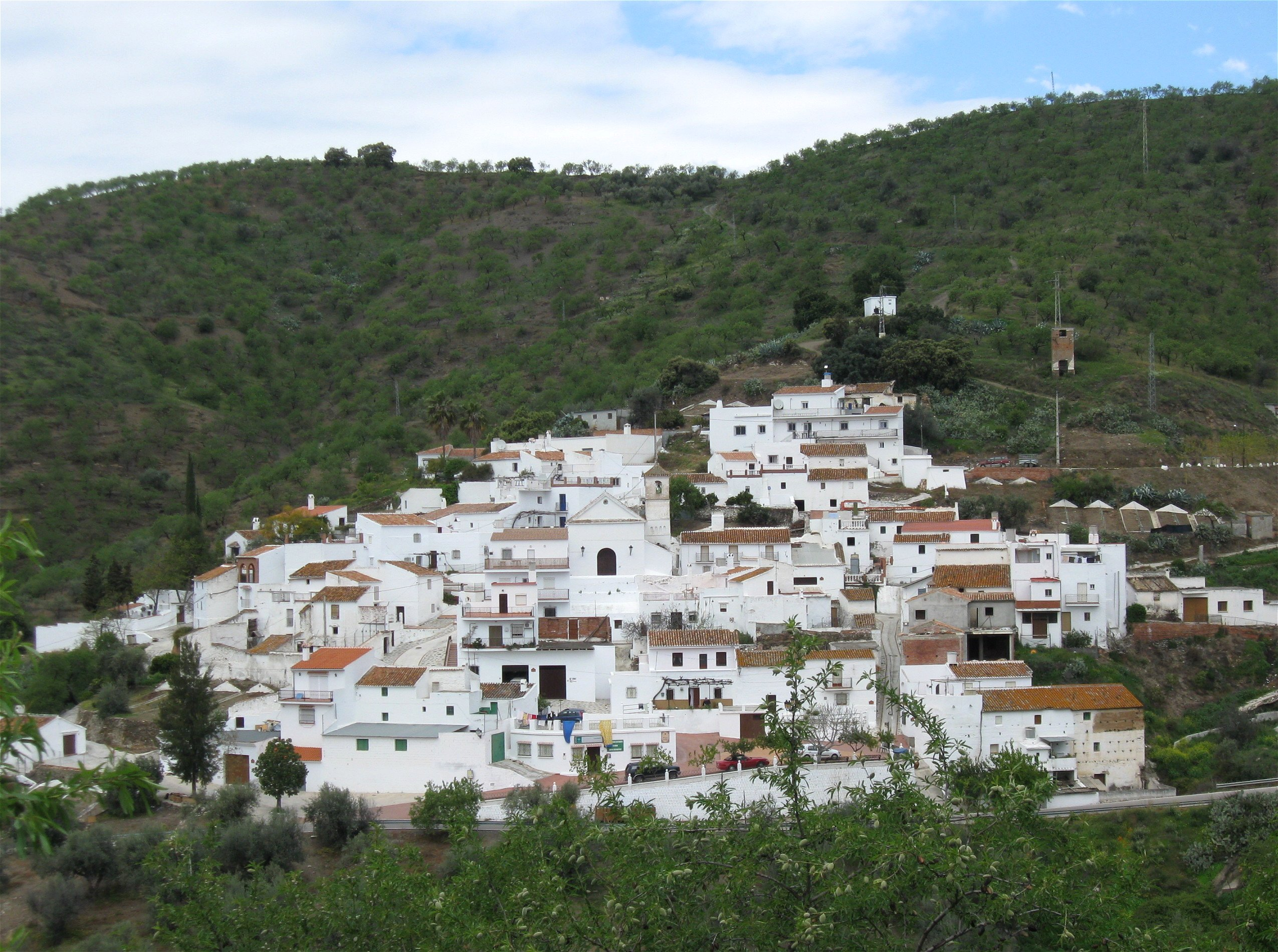
Daimalos
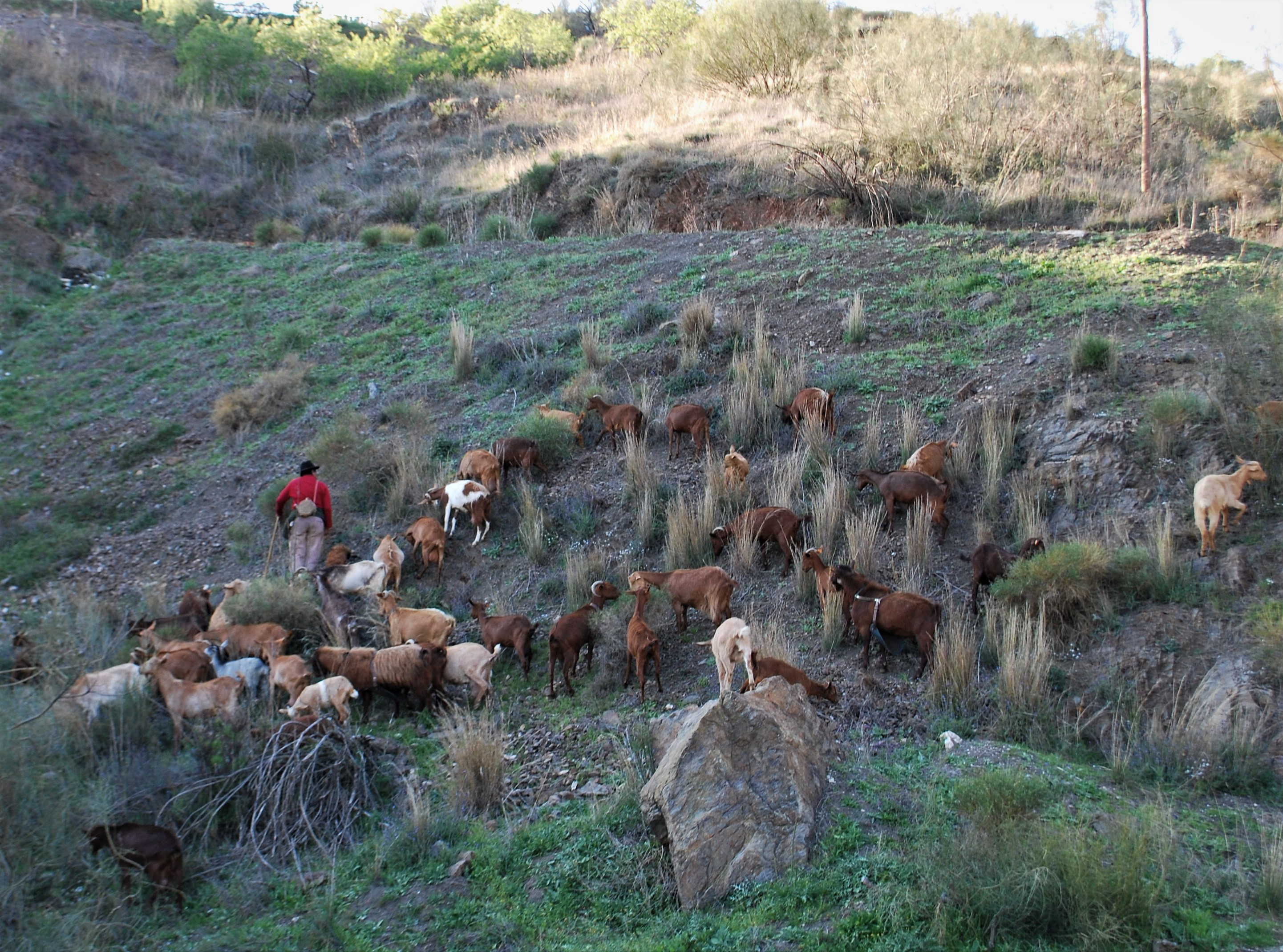
Arenas